# دوت بلاكي
دوت بلاكي (بالإنجليزية: Dot Blackie)‏ هي مجدفة بريطانية، ولدت في 18 فبراير 1967 في سنت أندروز في المملكة المتحدة.

## وصلات خارجية
- دوت بلاكي على موقع الاتحاد الدولي للتجديف (الإنجليزية)
- دوت بلاكي على موقع أوليمبيديا (الإنجليزية)
- دوت بلاكي على موقع اللجنة الأولمبية البريطانية (الإنجليزية)